# Курбанов, Зайнулла Максутдинович
Зайнулла Максутдинович Курбанов (20 февраля 1994, Коркмаскала, Кумторкалинский район, Дагестан, Россия) — российский борец вольного стиля.

## Спортивная карьера
Воспитанник школы «Динамо» (Махачкала). Тренеры: Пахрудин Залибеков и Али Алиев. В июне 2014 года на молодежном первенстве Европы в польском Катовице стал серебряным призёром. В 2015 году на чемпионате Европы до 23 лет стал бронзовым призёром. В 2016 году вновь отправился на молодёжный чемпионат Европы, где снова завоевал бронзу. В 2018 году стал бронзовым призёром чемпионата России. В ноябре 2018 года стал победителем Межконтинентального Кубка. 8 февраля 2020 года стал чемпионом Дагестана.

## Спортивные результаты на крупных турнирах
- Чемпионат Европы среди молодёжи 2014 — ;
- Чемпионат Европы U23 2015 — ;
- Межконтинентальный Кубок 2015 — 7;
- Чемпионат Европы U23 2016 — ;
- Межконтинентальный Кубок 2016 — 5;
- Чемпионат России по вольной борьбе 2018 — ;
- Межконтинентальный Кубок 2018 — ;

## Личная жизнь
По национальности — кумык. Родом из Коркмаскалы.